# Kate McKinnon
Kathryn (Kate) McKinnon Berthold (Sea Cliff, 6 januari 1984) is een Amerikaanse actrice en comédienne. Van 2012 tot 2022 maakte ze deel uit van het sketchprogramma Saturday Night Live.

## Biografie
Kate McKinnon werd in 1984 geboren in Sea Cliff, een dorpje in Oyster Bay (New York). Haar vader, architect Michael Thomas Berthold, overleed toen ze achttien jaar was. Haar moeder, Laura Campbell, is een ouderbegeleidster. Ze heeft een jongere zus, Emily Lynne. Haar familie is van Duitse en Schotse afkomst.
Als kind speelde ze verschillende muziekinstrumenten, waaronder piano, cello en gitaar. Ze studeerde achtereenvolgens aan North Shore High School en de Columbia University.

## Carrière
Na haar studies ging McKinnon aan de slag als comédienne en (stem)actrice. Van 2007 tot 2010 maakte ze deel uit van het komisch sketchprogramma The Big Gay Sketch Show op Logo TV. 
In april 2012 mocht ze zich aansluiten bij de cast van het Amerikaans sketchprogramma Saturday Night Live (SNL). Bij dat programma werd ze in de loop der jaren een collega van onder meer Andy Samberg, Kristen Wiig, Seth Meyers en Bill Hader. McKinnon parodieert in het programma regelmatig bekende politici als Hillary Clinton, Kellyanne Conway, Elizabeth Warren en Jeff Sessions. In zowel 2016 als 2017 won ze een Emmy Award voor haar verschillende vertolkingen in SNL.
In 2016 vertolkte ze samen met Kristen Wiig, Melissa McCarthy en Leslie Jones een hoofdrol in de reboot Ghostbusters. De film werd een financiële flop. Daarnaast had ze ook bijrollen in films als The Angry Birds Movie (2016), Office Christmas Party en Yesterday (2019). In 2023 speelde ze de veelgeprezen rol van 'Weird Barbie' in Barbie.

## Filmografie

### Film
- My Best Day (2012)
- Hannah Has a Ho-Phase (2012)
- Toy Story of Terror! (2013)
- Life Partners (2014)
- Balls Out (2014)
- Ted 2 (2015)
- Staten Island Summer (2015)
- Sisters (2015)
- The Angry Birds Movie (2016) (stem)
- Finding Dory (2016) (stem)
- Ghostbusters (2016)
- Masterminds (2016)
- Office Christmas Party (2016)
- Girls Night Out (2017)
- Leap! (2017) (stem)
- Ferdinand (2017) (stem)
- Irreplaceable You (2018)
- Family (2018)
- The Spy Who Dumped Me (2018)
- Yesterday (2019)
- Bombshell (2019)
- DC League of Super-Pets (2022) (stem)
- Barbie (2023)

### Televisie (selectie)
- The Big Gay Sketch Show (2007–2010)
- Saturday Night Live (2012–2022)
- Family Guy (2015–2016) (stem)
- The Simpsons (2016) (stem)